# Stjepan Grgac (biciklist)
Stjepan Grgac je bio jedan od najboljih hrvatskih biciklista svih vremena.
Natjecao se u doba Kraljevine Jugoslavije. U to je vrijeme bio najuspješniji biciklist u Hrvatskoj i u cijeloj ondašnjoj državi. Jedini je bio četiri puta prvak, šest je puta bio prvak Hrvatske, sedam je puta bio prvakom Zagrebačkog podsaveza i pobjeđivao je na velikim međunarodnim utrkama. 1936. godine bio je u skupini prvih Hrvata koji su nastupili na Tour de Franceu. Na njemu je ostvario takav športski uspjeh da ga nitko u Hrvatskoj nije ponovio sve do 2003. godine.
O njemu je 2014. redatelj Hrvoje Bučar snimio dokumentarni film Zabilježen u zvijezdama - Stjepan Grgac prema svom scenariju i scenariju Mirjane Novak Perjanec.